# Cymothoe richelmanni
Cymothoe richelmanni är en fjärilsart som beskrevs av Gustav Weymer 1907. Cymothoe richelmanni ingår i släktet Cymothoe och familjen praktfjärilar. Inga underarter finns listade i Catalogue of Life.